# Pilea putridicola
Pilea putridicola är en nässelväxtart som beskrevs av Ignatz Urban och Ekman. Pilea putridicola ingår i släktet pileor, och familjen nässelväxter. Inga underarter finns listade i Catalogue of Life.